# Jasurbek Yakhshiboev
Jasurbek Yakhshiboev (sinh ngày 24 tháng 6 năm 1997) là một tiền vệ bóng đá người Uzbekistan thi đấu cho FC Sheriff Tiraspol ở Giải bóng đá vô địch quốc gia Moldova và đội tuyển bóng đá U-23 quốc gia Uzbekistan.

## Thống kê sự nghiệp

### Câu lạc bộ
Tính đến ngày 28 tháng 9 năm 2021.
| Club                       | Season       | League                     | League | League | National Cup | National Cup | Continental | Continental | Other | Other | Total | Total |
| Club                       | Season       | Division                   | Apps   | Goals  | Apps         | Goals        | Apps        | Goals       | Apps  | Goals | Apps  | Goals |
| -------------------------- | ------------ | -------------------------- | ------ | ------ | ------------ | ------------ | ----------- | ----------- | ----- | ----- | ----- | ----- |
| Pakhtakor Tashkent         | 2016         | Uzbekistan Super League    | 2      | 0      | 0            | 0            | —           | —           | —     | —     | 2     | 0     |
| Pakhtakor Tashkent         | 2017         | Uzbekistan Super League    | 11     | 0      | 1            | 0            | 0           | 0           | —     | —     | 12    | 0     |
| Pakhtakor Tashkent         | 2018         | Uzbekistan Super League    | 27     | 3      | 4            | 2            | 1           | 0           | —     | —     | 32    | 5     |
| Pakhtakor Tashkent         | 2019         | Uzbekistan Super League    | 6      | 0      | 0            | 0            | 3           | 0           | —     | —     | 9     | 0     |
| Pakhtakor Tashkent         | Total        | Total                      | 46     | 3      | 5            | 2            | 4           | 0           | —     | —     | 55    | 5     |
| AGMK (loan)                | 2019         | Uzbekistan Super League    | 9      | 0      | 1            | 0            | —           | —           | —     | —     | 10    | 0     |
| Energetik-BGU (loan)       | 2020         | Belarusian Premier League  | 14     | 9      | 0            | 0            | —           | —           | —     | —     | 14    | 9     |
| Shakhtyor Soligorsk (loan) | 2020         | Belarusian Premier League  | 13     | 7      | 1            | 2            | 1           | 0           | —     | —     | 15    | 9     |
| Legia Warsaw               | 2020–21      | Ekstraklasa                | 1      | 0      | 0            | 0            | 0           | 0           | —     | —     | 1     | 0     |
| Sheriff Tiraspol (loan)    | 2021–22      | Moldovan National Division | 4      | 1      | 0            | 0            | 2           | 1           | —     | —     | 6     | 2     |
| Career total               | Career total | Career total               | 88     | 20     | 7            | 4            | 7           | 1           | —     | —     | 102   | 25    |

### Quốc tế
Tính đến ngày 21 tháng 11 năm 2023
| Đội tuyển quốc gia | Năm  | Trận | Bàn |
| ------------------ | ---- | ---- | --- |
| Uzbekistan         | 2018 | 1    | 0   |
| Uzbekistan         | 2019 | 0    | 0   |
| Uzbekistan         | 2020 | 2    | 0   |
| Uzbekistan         | 2021 | 0    | 0   |
| Uzbekistan         | 2022 | 0    | 0   |
| Uzbekistan         | 2023 | 7    | 2   |
| Tổng               | Tổng | 10   | 2   |

Bàn thắng và kết quả của Uzbekistan được để trước.
| # | Ngày                | Địa điểm                                                 | Đối thủ    | Bàn thắng | Kết quả | Giải đấu              |
| - | ------------------- | -------------------------------------------------------- | ---------- | --------- | ------- | --------------------- |
| 1 | 28 tháng 3 năm 2023 | Thành phố Thể thao Nhà vua Abdullah, Jeddah, Ả Rập Xê Út | Venezuela  | 1–1       | 1–1     | Giao hữu              |
| 2 | 17 tháng 6 năm 2023 | Sân vận động Milliy, Tashkent, Uzbekistan                | Tajikistan | 1–1       | 5–1     | CAFA Nations Cup 2023 |